# 布夫里
布夫里（法語：Bouffry，法語發音：[bufʁi]）是法国卢瓦-谢尔省的一个市镇，属于旺多姆区。

## 地理
布夫里（48°0'29"N, 1°5'51"E）面积17.73 平方千米，位于法国中央-卢瓦尔河谷大区卢瓦-谢尔省，该省份为法国中北部省份，北起厄尔-卢瓦省，东北接卢瓦雷省，东南接谢尔省，南至安德尔省，西南接安德尔-卢瓦尔省，西北接萨尔特省。
与布夫里接壤的市镇（或旧市镇、城区）包括：拉沙佩勒维孔泰斯、绍维尼迪佩尔什、德鲁埃、方丹拉乌勒、埃格沃讷河畔吕昂、瓦尔迪耶尔。

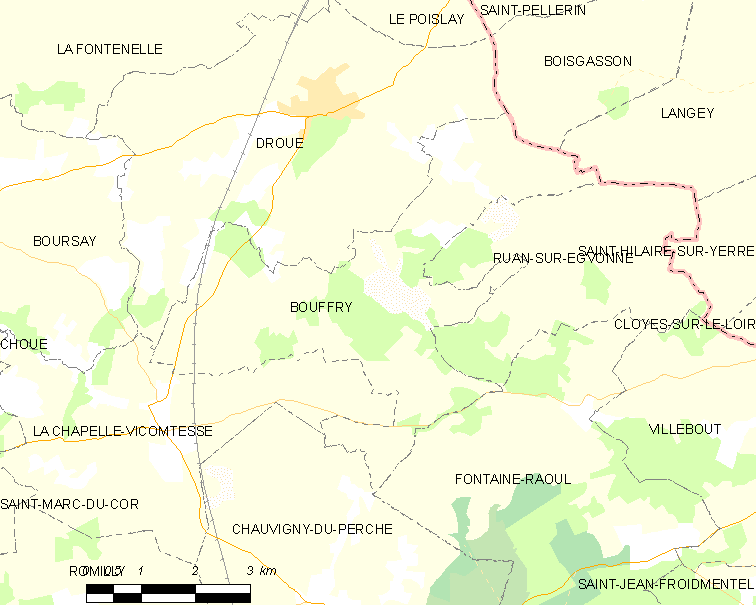
布夫里的OSM定位图

布夫里的时区为UTC+01:00、UTC+02:00（夏令时）。

## 行政
布夫里的邮政编码为41270，INSEE市镇编码为41022。

## 政治
布夫里所属的省级选区为佩尔什县。

## 人口

1962-2008年间布夫里人口变化图示

布夫里于2022年1月1日时的人口数量为136人。